# Palapa

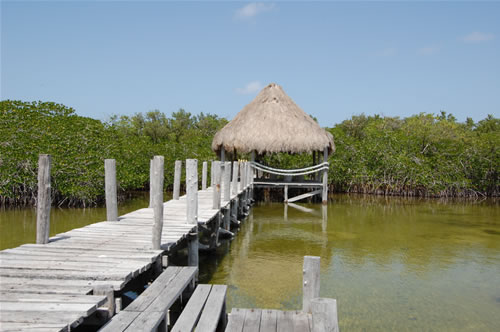
Palapa na margem do rio Huach.

Uma Palapa é uma construção ao ar livre com o teto formado com palha seca e suportes de madeira de palma. A palapa é talvez uma das contribuições arquitetônicas e de identidade regional mais significativas que a cultura filipina levou ao ocidente mexicano. A palavra "palapa" é de origem malaia e significa folha polposa, referindo-se à textura das diferentes folhas de palmeira. A palapa teve uma grande aceitação na região mexicana já que a diferença das construções europeias que resultaram em impróprias para as condições ambientais da zona, a palapa podia resistir ao calor da região e provocar frescor debaixo da mesma, além de que se parecia muito
à arquitetura indígena das culturas do ocidente mexicano. As palapas são construções muito baratas.